# More Songs About Food and Revolutionary Art
Albums de Carl Craig
Science Fiction Designer Music V1
More Songs About Food and Revolutionary Art est un album de Carl Craig paru en 1997 sur son label Planet E et sur le label belge SSR.

## Liste des titres
Toutes les chansons sont écrites et composées par Carl Craig, sauf mention du contraire.
| No  | Titre                                      | Auteur                      | Durée |
| --- | ------------------------------------------ | --------------------------- | ----- |
| 1.  | Es.30                                      |                             | 2:26  |
| 2.  | Televised Green Smoke                      |                             | 6:15  |
| 3.  | Goodbye World                              |                             | 3:32  |
| 4.  | Alien Talk                                 |                             | 0:31  |
| 5.  | Red Lights                                 |                             | 7:39  |
| 6.  | Dreamland                                  |                             | 6:05  |
| 7.  | Butterfly                                  |                             | 7:30  |
| 8.  | Act 2                                      |                             | 0:29  |
| 9.  | Dominas                                    |                             | 7:03  |
| 10. | At Les                                     |                             | 6:09  |
| 11. | Suspiria                                   |                             | 4:05  |
| 12. | As Time Goes By (Sitting Under A Tree)     | Carl Craig et Sarah Gregory | 5:13  |
| 13. | Attitude                                   | Naomi Daniel                | 2:59  |
| 14. | Frustration                                | Carl Craig et Derrick May   | 6:58  |
| 15. | Food And Art (In The Spirit Of Revolution) |                             | 6:23  |
| 16. | Untitled                                   |                             | 0:34  |